# Сражение при Форино
Сражение при Форино (ит. Battaglia di Forino) — сражение, произошедшее во время Италийского похода в 663 году между византийской армией и войсками лангобардского герцогства Беневенто. 
Византийский император Констант II, потерпевший поражение в войнах с арабами, и не надеявшийся отстоять Малую Азию, принял решение перенести центр империи в Италию, стремясь отвоевать ее у лангобардов. Высадившись в Таранто, Констант II начал наступление на герцогство Беневенто. Однако осада Беневенто провалилась из-за прибытия войск короля лангобардов Гримоальда, который пришел на помощь своему сыну и герцогу Беневенто Ромуальду. Потерпев очередное поражение при Пунье от графа Капуа-Митолы, Констант прибыл в Неаполь. Инициативу повторить поход на Беневенто и победить взял на себя Сабурра, «оптимат» из окружения Константа II, который получил под своё командование двадцать тысяч человек и выдвинулся к Форино, лежащему на дороге Неаполь-Нола-Авеллино. Туда же подошёл и лангобардский контингент под командованием Ромуальда.
Единственное описание сражения дано Павлом Диаконом в его «Истории лангобардов»: «[Ромуальд], прежде чем вступить в битву с ним [Сабурром], приказал трубить в трубы в четыре стороны и немедленно смело ринулся на них. И когда обе армии сражались с большим ожесточением, один из воинов короля по имени Амалонг, который носил королевское копьё [«контус»], ударил некоего грека тем же копьем обеими руками, поднял его с седла, на котором он ехал, и поднял его в воздух над головой. Увидев это, греческое войско, охваченное огромным страхом, вскоре обратилось в бегство и, будучи окончательно разбито, само избежало смерти, но принесло победу Ромуальду и лангобардам». 
Не добившись успеха в завоевании герцогства, Констант выступил из Неаполя по Аппиевой дороге в поход на Рим, куда вступил 5 июля, пробыв в котором две недели, морем вернулся в Неаполь, а затем переправился в Сиракузы, задумав сделать их столицей империи. Упорное сопротивление лангобардов положила конец попыткам Византии отвоевать южную Италию.